# Alto Paraíso (Rondônia)
Alto Paraíso este un oraș în Rondônia (RO), Brazilia.